# Iris Bernhardsgrütter
Iris Bernhardsgrütter (* 24. Januar 1994) ist eine Schweizer Unihockeyspielerin. Sie steht beim Nationalliga-B-Vertreter UHC Waldkirch-St. Gallen unter Vertrag.

## Karriere

### Red Ants Rychenberg Winterthur
Bernhardsgrütter begann ihre Karriere beim Red Ants Rychenberg Winterthur, bei welchen sie alle Juniorenstufen absolvierte. 2011 debütierte sie in der ersten Mannschaft des Red Ants Rychenberg Winterthur in der Nationalliga A und konnte ein Schweizerpokal in die Höhe stämmen.

### UHC Waldkirch-St. Gallen
2013 wechselte sie von den Red Ants zum St. Galler Verein UHC Waldkirch-St. Gallen, bei welchem sie im September desselben Jahres debütierte. Sie entwickelte sich rasch zur Leistungsträgerin. In ihrer ersten Saison erzielte sie 15 Scorerpunkte. In der nachfolgenden Saison konnte sie an ihre Leistungen anknüpfen und entwickelte ebenfalls ihren Spielstil weiter. In der Saison 2016/17 konnte sie ihre Torausbeute, im Vergleich zum Vorjahr, mehr als verdoppeln. Sie zählt zu einer der besten Scorerinnen ihrer Mannschaft. Am 25. März 2017 gelang ihr mit dem UHC Waldkirch-St. Gallen der Aufstieg in die Nationalliga A.